# Prvča
Prvča je naseljeno mjesto u Republici Hrvatskoj u sastavu grada Nova Gradiška u Brodsko-posavskoj županiji.

## Zemljopis
Prvča se nalaze južno od Nove Gradiške s kojom je spojena, južno se nalazi Visoka Greda a zapadno Poljane.

## Stanovništvo
Prema popisu stanovništva iz 2011. godine Prvča je imala 752 stanovnika, dok je 2001. godine imala 794 stanovnika, od čega 729 Hrvata i 48 Srba. 
| broj stanovnika | 446   | 481   | 574   | 708   | 786   | 922   | 767   | 869   | 913   | 878   | 897   | 881   | 917   | 877   | 794   | 752   | 550   |
|                 | 1857. | 1869. | 1880. | 1890. | 1900. | 1910. | 1921. | 1931. | 1948. | 1953. | 1961. | 1971. | 1981. | 1991. | 2001. | 2011. | 2021. |